# Tuanku Haminah Hamidun
Che Puan Besar Hajah Haminah binti Haji Hamidun (Bagan Serai, 15 luglio 1953) è stata sultana di Kedah dal 2003 al 2017 e Raja Permaisuri Agong della Malaysia dal 2011 al 2016.

## Primi anni di vita
Haminah binti Hamidun è nata a Bagan Serai, nel Perak, il 15 luglio 1953. È la quarta di sette figli nati da Haji Hamidun Taib e Isma Mohamad. Haminah è stata istruita presso la SK Matang Jelutong e poi presso la SM Inggeris Bagan Serai.

## Matrimonio
Il 25 dicembre 1975, all'età di 22 anni, ha sposato il sultano Abdul Halim di Kedah e divenne la sua seconda moglie. Ha ricevuto il titolo di Che Puan Kedah. La prima moglie del sovrano, Tuanku Bahiyah, è deceduta il 27 agosto 2003. Il 21 novembre successivo, la Che Puan è stata proclamata sultana. La cerimonia di investitura ha avuto luogo nella città reale di Anak Bukit il 9 gennaio 2004.
Al momento dell'inizio del secondo mandato del marito come Yang di-Pertuan Agong il 13 dicembre 2011, Tuanku Haminah è diventata Raja Permaisuri Agong. Ella è la quarta donna di origine non reale ad assumere il titolo dopo Tuanku Bainun di Perak, Tuanku Siti Aishah di Selangor e Tuanku Nur Zahirah di Terengganu.

## Interessi
Tuanku Haminah è nota per praticare golf, tennis, badminton. Ha partecipato a varie gare di golf nel Kedah e avviato tornei amatoriale di golf femminile come il Kedah International Red Tee Invitational, che si tiene a Langkawi.